# Gennes (Doubs)
Gennes és un municipi francès situat al departament del Doubs i a la regió de Borgonya - Franc Comtat. L'any 2007 tenia 625 habitants.

## Demografia

### Població
El 2007 la població de fet de Gennes era de 625 persones. Hi havia 247 famílies de les quals 66 eren unipersonals (41 homes vivint sols i 25 dones vivint soles), 70 parelles sense fills, 103 parelles amb fills i 8 famílies monoparentals amb fills.
La població ha evolucionat segons el següent gràfic:
Habitants censats

### Habitatges
El 2007 hi havia 255 habitatges, 250 eren l'habitatge principal de la família i 5 estaven desocupats. 190 eren cases i 64 eren apartaments. Dels 250 habitatges principals, 187 estaven ocupats pels seus propietaris, 61 estaven llogats i ocupats pels llogaters i 2 estaven cedits a títol gratuït; 5 tenien una cambra, 7 en tenien dues, 27 en tenien tres, 53 en tenien quatre i 158 en tenien cinc o més. 220 habitatges disposaven pel capbaix d'una plaça de pàrquing. A 108 habitatges hi havia un automòbil i a 129 n'hi havia dos o més.

### Piràmide de població
La piràmide de població per edats i sexe el 2009 era:
| Homes | Edats   | Dones |
| ----- | ------- | ----- |
| 0     | 95 o +  | 0     |
| 0     | 90 a 94 | 4     |
| 0     | 85 a 89 | 0     |
| 0     | 80 a 84 | 0     |
| 8     | 75 a 79 | 4     |
| 8     | 70 a 74 | 4     |
| 4     | 65 a 69 | 0     |
| 16    | 60 a 64 | 16    |
| 16    | 55 a 59 | 8     |
| 12    | 50 a 54 | 28    |
| 24    | 45 a 49 | 16    |
| 48    | 40 a 44 | 24    |
| 16    | 35 a 39 | 32    |
| 20    | 30 a 34 | 20    |
| 20    | 25 a 29 | 16    |
| 20    | 20 a 24 | 12    |
| 36    | 15 a 19 | 28    |
| 32    | 10 a 14 | 32    |
| 28    | 5 a 9   | 16    |
| 12    | 0 a 4   | 8     |

## Economia
El 2007 la població en edat de treballar era de 422 persones, 321 eren actives i 101 eren inactives. De les 321 persones actives 297 estaven ocupades (162 homes i 135 dones) i 23 estaven aturades (9 homes i 14 dones). De les 101 persones inactives 33 estaven jubilades, 51 estaven estudiant i 17 estaven classificades com a «altres inactius».

### Ingressos
El 2009 a Gennes hi havia 233 unitats fiscals que integraven 616 persones, la mediana anual d'ingressos fiscals per persona era de 18.831 €.

### Activitats econòmiques
Dels 15 establiments que hi havia el 2007, 9 eren d'empreses de construcció, 1 d'una empresa de comerç i reparació d'automòbils, 3 d'empreses de transport, 1 d'una empresa de serveis i 1 d'una empresa classificada com a «altres activitats de serveis».
Dels 8 establiments de servei als particulars que hi havia el 2009, 1 era un taller de reparació d'automòbils i de material agrícola, 3 paletes, 1 guixaire pintor, 1 fusteria, 1 lampisteria i 1 electricista.
L'any 2000 a Gennes hi havia 7 explotacions agrícoles que ocupaven un total de 312 hectàrees.

## Equipaments sanitaris i escolars
El 2009 hi havia una escola elemental.

## Poblacions més properes
El següent diagrama mostra les poblacions més properes.